# MarShawn Lloyd
MarShawn Davon Thamir Lloyd (Wilmington, 5 gennaio 2001) è un giocatore di football americano statunitense che milita nel ruolo di running back per i Green Bay Packers della National Football League (NFL).

## Carriera universitaria
Lloyd perse la sua prima stagione a South Carolina nel 2020 a causa della rottura del legamento crociato anteriore. L’anno seguente dispute 12 gare come riserva, correndo 64 volte per 228 yard e un touchdown. Nel 2022 divenne titolare correndo 573 yard e 9 touchdown.
Il 6 gennaio 2023 Lloyd annunciò che si sarebbe trasferito alla University of Southern California. Nell’unica stagione con i Trojans corse 820 yard e 9 touchdown.

## Carriera professionistica

### Green Bay Packers
Lloyd fu scelto nel corso del terzo giro (88º assoluto) del Draft NFL 2024 dai Green Bay Packers. Debuttò come professionista subentrando nella gara del secondo turno contro gli Indianapolis Colts correndo sei volte per 15 yard. Quella fu l'unica presenza della sua prima stagione.